# Гексаметилендіамін

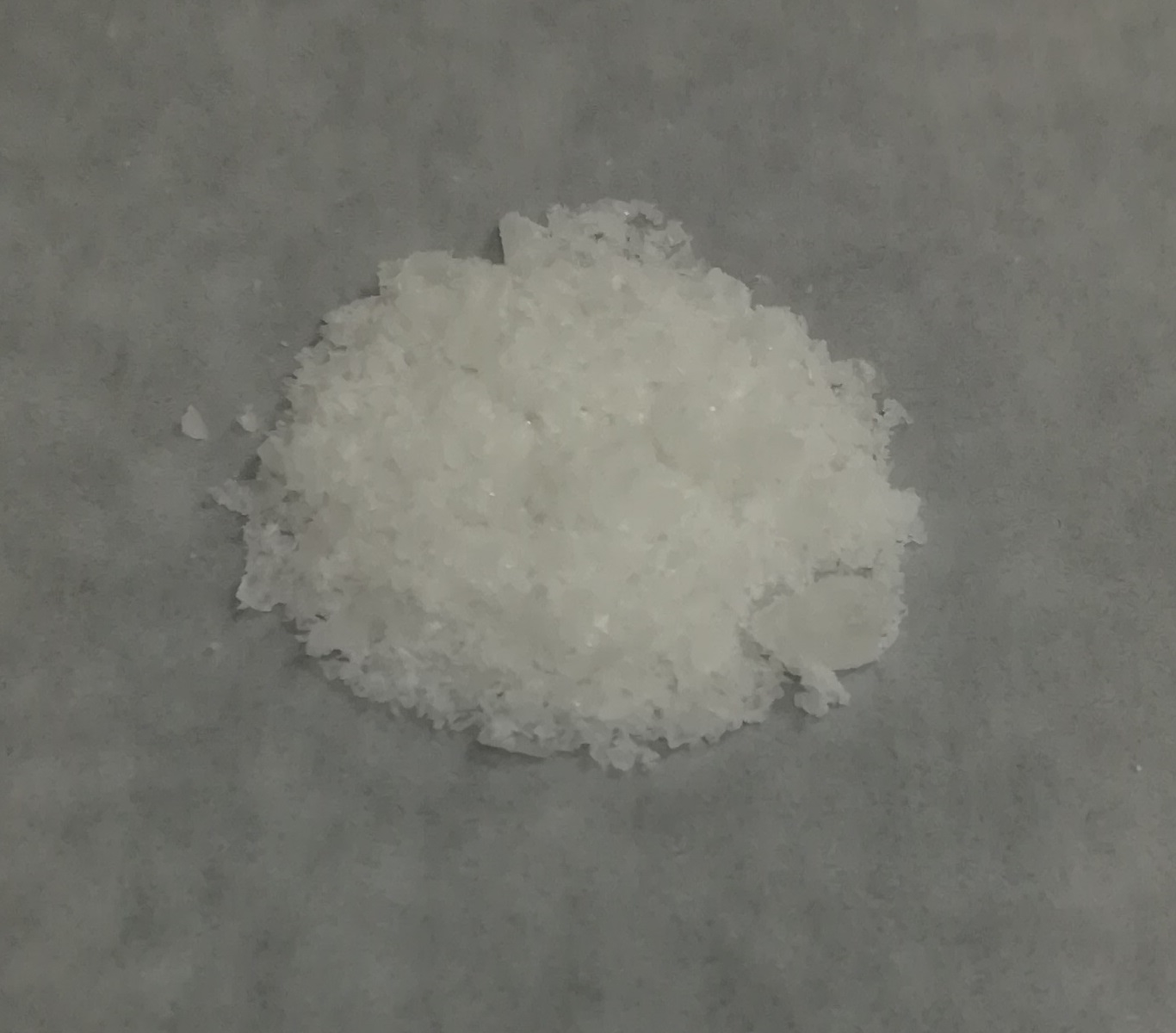
гексаметилендіамін

Ге́ксаметиле́ндіамі́н NH2(CH2)6NH2 — безбарвні кристали з характерним амінним запахом, легко розчинні в органічних розчинниках. Сполука складається з гексаметиленового фрагменту з аміногрупами на кінцях.

## Отримання

### З адипонітрилу
У наш час гексаметилендіамін виготовляють гідруванням адипонітрилу:
{\displaystyle {\ce {NC(CH2)4CN + 4 H2 -> H2N(CH2)6NH2}}}
Існує два способи проведення реакції:
|               | Процес низького тиску | Процес високого тиску        |
| ------------- | --------------------- | ---------------------------- |
| Тиск          | 2 — 5 МПа             | 28 — 41 МПа                  |
| Температура   | 60 — 100 °C           | 100 — 200 °C                 |
| Каталізатор   | Нікель Ренея          | Кобальт, оксид заліза, аміак |
| Розчинник     | Вода або етанол       | -                            |
| Вихід реакції | 85 %                  | 85 %                         |

У процесі високого тиску утворюються такі комерційно вигідні продукти як 1,2-діаміноциклогексан, гексаметиленамін, триамін.

### З естерів адипінової кислоти
У цьому шляху гексаметилендіамін отримують взаєіодмєю аміаку з гексан-1,6-діолом, який отрумують відновленням естерів адипінової кислоти:
{\displaystyle {\ce {RO-CO-C4H8-CO-OR + 4H2 -> HO-CH2 - C4H8 -CH2-OH + 2ROH}}}
{\displaystyle {\ce {HO-C6H12-OH + 2NH2 ->[219 C][22,8 MPa] H2N-C6H12-NH2 + 2H2O}}}

## Застосування
Гексаметилендіамін є сильною основою, з органічними та неорганічними кислотами утворює солі, які при нагріванні з органічними кислотами перетворюються на відповідні аміди. Це використовується для отримання цінних полімерних продуктів — поліамідів.
Також гексаметиленізоціанід, який синтезується з гексаметилендіаміну та фосгену, є мономером у виготовленні поліуретанів:
{\displaystyle {\ce {H2N-(CH2)6-NH2 + 2COCl2 -> OCN-(CH2)6-NCO + 4HCl}}}

## Безпечність
Помірно токсичний, ЛД50 792—1127 мг/кг. Як і інші основні аміни, він може викликати опіки і сильні подразнення. Горючий. Може викликати корозію деяких матеріалів.